# Psychotria wullschlaegelii
Psychotria wullschlaegelii är en måreväxtart som beskrevs av Ignatz Urban. Psychotria wullschlaegelii ingår i släktet Psychotria och familjen måreväxter. Inga underarter finns listade i Catalogue of Life.